# Liste des édifices labellisés « Patrimoine du XXe siècle » de la Manche
Cet article recense les édifices protégés au titre du Patrimoine du XXe siècle du département de la Manche, en France.

## Liste
| Monument                                      | Commune                    | Adresse                                           | Coordonnées                        | Notice         | Protection         | Date | Illustration                                  |
| --------------------------------------------- | -------------------------- | ------------------------------------------------- | ---------------------------------- | -------------- | ------------------ | ---- | --------------------------------------------- |
| Hôtel de voyageurs                            | Agon-Coutainville          | promenoir Jersey                                  | 49° 03′ 02″ nord, 1° 36′ 05″ ouest | « EA50000001 » | Inventaire général | 2006 | Image manquante Téléverser                    |
| Église Notre-Dame                             | Cavigny                    |                                                   | 49° 11′ 36″ nord, 1° 06′ 33″ ouest | « EA50000002 » | Inventaire général | 2002 | Église Notre-Dame                             |
| Église Saint-Pierre                           | La Chapelle-en-Juger       |                                                   | 49° 07′ 43″ nord, 1° 12′ 56″ ouest | « EA50000003 » | Inventaire général | 2002 | Église Saint-Pierre                           |
| Maison Constant Aussant-Sanier                | Cherbourg-Octeville        | 51 rue Albert-Mahieu                              | 49° 38′ 19″ nord, 1° 37′ 31″ ouest | « EA50000008 » | Inventaire général | 2006 | Image manquante Téléverser                    |
| Immeuble Art déco                             | Cherbourg-Octeville        | 27, 29 rue François-Lavieille                     | 49° 38′ 27″ nord, 1° 37′ 33″ ouest | « EA50000007 » | Inventaire général | 2006 | Immeuble Art déco                             |
| Magasin de commerce Ratti                     | Cherbourg-Octeville        | rue Gambetta ; rue des Portes                     | 49° 38′ 17″ nord, 1° 37′ 27″ ouest | « EA50000009 » | Inventaire général | 2006 | Magasin de commerce Ratti                     |
| Cinéma Omnia                                  | Cherbourg-Octeville        | 12 rue de la Paix                                 | 49° 38′ 34″ nord, 1° 37′ 35″ ouest | « EA50000005 » | Inventaire général | 2006 | Cinéma Omnia                                  |
| Hôtel Napoléon                                | Cherbourg-Octeville        | 14 place de République                            | 49° 38′ 32″ nord, 1° 37′ 30″ ouest | « EA50000004 » | Inventaire général | 2006 | Hôtel Napoléon                                |
| Maison d'Auguste Ménage                       | Cherbourg-Octeville        | 7 bis rue Vice-Amiral-Lecanellier                 | 49° 38′ 28″ nord, 1° 38′ 05″ ouest | « EA50000006 » | Inventaire général | 2006 | Image manquante Téléverser                    |
| Chapelle Saint-Vincent                        | Coutances                  | 3 rue Daniel                                      | 49° 02′ 55″ nord, 1° 26′ 43″ ouest | « EA50000010 » | Inventaire général | 2002 | Image manquante Téléverser                    |
| Poissonnerie ou Halle aux Poissons            | Coutances                  | place de la Poissonnerie                          | 49° 02′ 47″ nord, 1° 26′ 40″ ouest | « PA50000071 » | inscrit            | 2010 | Image manquante Téléverser                    |
| Monument aux morts pacifiste d'Équeurdreville | Équeurdreville-Hainneville | avenue du Huit-Mai                                | 49° 39′ 00″ nord, 1° 39′ 19″ ouest | « EA50000011 » | Inventaire général | 2006 | Monument aux morts pacifiste d'Équeurdreville |
| Église Saint-Michel                           | Graignes-Mesnil-Angot      |                                                   | 49° 14′ 16″ nord, 1° 12′ 04″ ouest | « PA50000032 » | Inscrit            | 2005 | Église Saint-Michel                           |
| Marché couvert                                | Granville                  | 22 bis rue Général-Patton ; 13 rue Ernest-Lefranc | 48° 50′ 21″ nord, 1° 35′ 48″ ouest | « EA50000012 » | Inventaire général | 2006 | Image manquante Téléverser                    |
| Église Saint-Martin                           | Hébécrevon                 |                                                   | 49° 07′ 36″ nord, 1° 10′ 02″ ouest | « EA50000001 » | Inventaire général | 2004 | Église Saint-Martin                           |
| Église Saint-Cyr-et-Sainte-Julitte            | Laulne                     |                                                   | 49° 14′ 59″ nord, 1° 28′ 17″ ouest | « EA50000013 » | Inventaire général | 2002 | Église Saint-Cyr-et-Sainte-Julitte            |
| Bureau de poste                               | Montmartin-sur-Mer         | 6 rue Pierre-des-Touches                          | 48° 59′ 20″ nord, 1° 31′ 33″ ouest | « EA50000014 » | Inventaire général | 2006 | Bureau de poste                               |
| Église Saint-Aubin                            | Pont-Hébert                | rue de la Libération                              | 49° 09′ 54″ nord, 1° 07′ 40″ ouest | « EA50000015 » | Inventaire général | 2002 | Église Saint-Aubin                            |
| Église Saint-Rémy                             | Quibou                     | rue des Tisserands                                | 49° 04′ 03″ nord, 1° 12′ 00″ ouest | « EA50000016 » | Inventaire général | 2002 | Église Saint-Rémy                             |
| Église Saint-Georges                          | Raids                      | le Haut Manoir                                    | 49° 13′ 04″ nord, 1° 20′ 45″ ouest | « EA50000017 » | Inventaire général | 2002 | Église Saint-Georges                          |
| École de Roncey                               | Roncey                     | 7 A route de Saint-Denis                          | 48° 59′ 21″ nord, 1° 20′ 07″ ouest | « EA50000018 » | Inventaire général | 2006 | École de Roncey                               |
| Église Saint-Jean-Baptiste                    | Saint-Jean-des-Baisants    |                                                   | 49° 05′ 38″ nord, 0° 58′ 23″ ouest | « PA50000038 » | Inscrit            | 2005 | Église Saint-Jean-Baptiste                    |
| Église Sainte-Croix                           | Saint-Lô                   |                                                   | 49° 06′ 57″ nord, 1° 05′ 08″ ouest | « EA50141212 » | Inventaire général | 2004 | Église Sainte-Croix                           |
| Église Saint-Pierre                           | Villiers-Fossard           |                                                   | 49° 09′ 24″ nord, 1° 03′ 37″ ouest | « EA50000019 » | Inventaire général | 2002 | Église Saint-Pierre                           |